# Pablatnice (rod Xenophrys)
Pablatnice (Xenophrys) je žabí rod z čeledi pablatnicovitých (Megophryidae), který se vyskytuje v jihovýchodní Asii.

## Taxonomie
čeleď Megophryidae (Bonaparte, 1850) – pablatnicovití
- rod Xenophrys (Günther, 1864) – pablatnice
  - druh Xenophrys aceras (Boulenger, 1903) – pablatnice siamská
  - druh Xenophrys auralensis (Ohler, Swan a Daltry, 2002)
  - druh Xenophrys baluensis (Boulenger, 1899) – pablatnice kinabalská
  - druh Xenophrys binchuanensis (Ye a Fei, 1995)
  - druh Xenophrys boettgeri (Boulenger, 1899) – pablatnice Boettgerova
  - druh Xenophrys brachykolos (Inger a Romer, 1961) – pablatnice hongkongská
  - druh Xenophrys caudoprocta (Shen, 1994)
  - druh Xenophrys daweimontis (Rao a Yang, 1997)
  - druh Xenophrys dringi (Inger, Stuebing, a Tan, 1995)
  - druh Xenophrys glandulosa (Fei, Ye, a Huang, 1991) – pablatnice žláznatá
  - druh Xenophrys huangshanensis (Fei a Ye, 2005)
  - druh Xenophrys jingdongensis (Fei a Ye In Fei, Ye, a Huang, 1983)
  - druh Xenophrys kempii (Annandale, 1912)
  - druh Xenophrys kuatunensis (Pope, 1929) – pablatnice kuatunská
  - druh Xenophrys lekaguli (Stuart, Chuaynkern, Chan-ard a Inger, 2006) 
  - druh Xenophrys longipes (Boulenger, 1886) – pablatnice dlouhodobá
  - druh Xenophrys major (Boulenger, 1908)
  - druh Xenophrys mangshanensis (Fei a Ye In Fei, Ye, a Huang, 1991)
  - druh Xenophrys medogensis (Fei, Ye a Huang, 1983)
  - druh Xenophrys minor (Stejneger, 1926) – pablatnice malá
  - druh Xenophrys nankiangensis (Liu a Hu In Hu, Zhao a Liu, 1966) – pablatnice nankiangská
  - druh Xenophrys omeimontis (Liu, 1950) – pablatnice omejská
  - druh Xenophrys pachyproctus (Huang In Huang a Fei, 1981) – pablatnice tibetská
  - druh Xenophrys palpebralespinosa (Bourret, 1937) – pablatnice tonkinská
  - druh Xenophrys parallela (Inger a Iskandar, 2005)
  - druh Xenophrys parva (Boulenger, 1893) – pablatnice drobná
  - druh Xenophrys robusta (Boulenger, 1908) – pablatnice zavalitá
  - druh Xenophrys serchhipii (Mathew a Sen, 2007)
  - druh Xenophrys shuichengensis (Tian, Gu a Sun, 2000)
  - druh Xenophrys spinata (Liu a Hu In Hu, Zhao, a Liu, 1973) – pablatnice ostnitá
  - druh Xenophrys wawuensis (Fei, Jiang, a Zheng In Fei a Ye, 2001)
  - druh Xenophrys wuliangshanensis (Ye a Fei, 1995)
  - druh Xenophrys wushanensis (Ye a Fei, 1995)
  - druh Xenophrys zhangi (Ye a Fei, 1992)
  - druh Xenophrys zunhebotoensis (Mathew a Sen, 2007